# Adam Olizar (zm. 1783)
Adam Olizar herbu Radwan Sowity (zm. 2 grudnia 1783) – marszałek wołyński w konfederacji radomskiej, starosta łojowski. Właściciel dóbr Rafałówka oraz Zaborola i Milatyna. Odznaczony Orderem św. Stanisława.
Był posłem województwa wołyńskiego na Sejm Repninowski.
Pochowany w kościele dominikanów w Łucku.